# Бор (Коноський район)
Бор (рос. Бор) — присілок в Коноському районі Архангельської області Російської Федерації.
Населення становить 50 осіб. Входить до складу муніципального утворення Тавреньгське сільське поселення.

## Історія
Від 2004 року входить до складу муніципального утворення Тавреньгське сільське поселення.

## Населення
| 2002 | 2010 | 2012 |
| ---- | ---- | ---- |
| 96   | ↘50  | →50  |